# Juegos del Pacífico 2015
Los Juegos del Pacífico 2015 fueron la XV (15.ª) edición del máximo torneo multideportivo de Oceanía. Se disputaron entre el 4 y el 18 de julio en Puerto Moresby, Papúa Nueva Guinea. Fue la tercera vez que la capital papú albergó los juegos, que ya había recibido las ediciones de 1969 y 1991, cuando el evento recibía la denominación de Juegos del Pacífico Sur.
En la Asamblea General del Comité de los Juegos del Pacífico llevada a cabo el 27 de septiembre de 2009 en Rarotonga, la isla principal de las Islas Cook; Puerto Moresby fue seleccionada como sede luego de vencer en la votación final a Nukualofa, capital de Tonga, que posteriormente sería escogida para albergar la siguiente edición. Las Islas Salomón, Samoa Americana y Vanuatu habían presentado también proyectos para acoger los Juegos.
Fue la primera vez que participaron delegaciones provenientes de Australia y Nueva Zelanda. Se decidió incluir a ambos países en rugby 7, halterofilia, vela y taekwondo porque, según el Comité de los Juegos, «eran los deportes en los que los países del Pacífico están a su altura». En total, se disputan 254 eventos divididos en 28 deportes.
La delegación local, con un número de atletas ampliamente superior al de otros países, ganó 217 medallas, de las cuales 88 fueron de oro. Esto posicionó a Papúa Nueva Guinea primera en el medallero, lugar que había ocupado Nueva Caledonia al finalizar cada edición anterior con excepción de Suva 1963, donde Fiyi obtuvo más preseas, y en Puerto Moresby, evento en el que Papúa Nueva Guinea se quedó con el primer lugar. Por otra parte, Australia, Nueva Zelanda —ambos debutantes en el torneo— y Tuvalu ganaron cada uno su primera presea dorada en la historia del evento. Los únicos dos países participantes que no lograron ninguna medalla fueron las Islas Marianas del Norte y Tokelau, que había enviado un solo deportista.

## Antecedentes
Papúa Nueva Guinea, independizada el 1 de diciembre de 1973 de Australia, es el país más poblado de los que participan en los Juegos del Pacífico, con alrededor de 7 059 653 habitantes. Por ello, Puerto Moresby, a pesar de contar apenas con más de 300 000 residentes, organizó la III edición en 1969 y la IX en 1991, una de los dos eventos en los cuales Nueva Caledonia no fue el país en obtener más medallas, sino Papúa Nueva Guinea.
El país ha enviado delegaciones a cada una de las ediciones que han tenido lugar desde la creación de los Juegos en 1963 y se situaba cuarta en el medallero general con 1018 preseas para el final de Numea 2011. Además, en 2015 se cumplió el 40.º aniversario del reconocimiento de la independencia del país.

### Elección de la sede
Para septiembre de 2007 cinco países habían presentado su candidatura: Islas Salomón, Papúa Nueva Guinea, Samoa Americana, Tonga y Vanuatu. De todos ellos, solo el estado papú había organizado con anterioridad alguna edición de los Juegos. 
El 27 de septiembre de 2009, el Comité de los Juegos del Pacífico se reunió en Rarotonga, la principal isla de las Islas Cook, donde se estaban llevando a cabo los Mini Juegos del Pacífico. En las votaciones preliminares las Islas Salomón, Samoa Americana y Vanuatu fueron descartados, llegando así a la votación final Puerto Moresby, capital papú, y Nukualofa, capital tongana. Finalmente, el resultado fue de 25 a 22 a favor de la ciudad de Papúa Nueva Guinea.

## Organización

### Sedes
La ceremonia de apertura se llevó a cabo en el Estadio Sir John Guise, que fue remodelado para acoger el certamen. Incluye también un estadio cubierto anexo. En total, el precinto organizará los eventos de atletismo, halterofilia, levantamiento de potencia, rugby league, rugby 7, hockey y voleibol de playa. Por otra parte, el Estadio Hubert Murray será la sede de la ceremonia de clausura. Tanto el Estadio John Guise como el Complejo Acuático y de Ocio Taurama fueron remodelados, mientras que el Complejo de Tiro June Valley fue el único recinto que debió ser construido desde cero.
Algunos deportes no tendrán un estadio o complejo como sede, como el triatlón, el cual se llevó a cabo en Puerto Moresby, Papúa Nueva Guinea.
| Sede                                | Deportes | Capacidad | Estatus      |
| ----------------------------------- | --- | --------- | ------------ |
| Estadio Sir John Guise              | Ceremonia de apertura, atletismo, halterofilia, levantamiento de potencia, rugby league, rugby 7, hockey y voleibol de playa | 15 000    | Remodelado   |
| Estadio Hubert Murray               | Ceremonia de clausura y fútbol                                                                                               | 18 000    | Ya existente |
| Complejo Acuático y de Ocio Taurama | Baloncesto, natación y voleibol                                                                                              | 2000      | Remodelado   |
| Complejo Bisini                     | Críquet, fútbol, netball, sóftbol, touch rugby, voleibol de playa                                                            | [ n 1 ]   | Ya existente |
| Club Real de Golf de Puerto Moresby | Golf | [ n 1 ]   | Ya existente |
| Club de Raqueta de Puerto Moresby   | Squash y tenis | [ n 1 ]   | Ya existente |
| Complejo de Tiro June Valley        | Tiro | [ n 1 ]   | Nuevo        |
| Club Real de Yate de Papúa          | Vela | [ n 1 ]   | Ya existente |

## Deportes
28 deportes estarán presentes en Puerto Moresby 2015, la misma cantidad que en Numea 2011. Con respecto a su antecesor, fueron eliminados del programa el béisbol, el judo, tiro con arco, mientras que ingresaron el touch rugby, totalizando así tres variantes del rugby presentes entre las disciplinas deportivas, netball y sóftbol.
| - Atletismo - Baloncesto - Bowls - Boxeo - Críquet - Culturismo - Fútbol (Detalles) - Golf - Halterofilia - Hockey - Karate - Levantamiento de potencia - Natación (Detalles) - Netball | - Rugby League - Rugby 7 - Sóftbol - Squash - Taekwondo - Tenis - Tenis de mesa - Tiro - Touch rugby - Triatlón - Va'a - Vela - Voleibol - Voleibol de playa |

## Participantes
Participaron 22 federaciones nacionales afiliadas al Comité de los Juegos del Pacífico más las federaciones de Australia y Nueva Zelanda, totalizando así 24 participantes, dos más que en edición anterior. Dichos comités representan a catorce estados independientes, tres dependencias francesas, tres territorios no incorporados de los Estados Unidos, dos estado asociados libremente y un territorio dependiente de Nueva Zelanda y un territorio externo de Australia.
| Lista de naciones participantes (cantidad de deportistas) | Lista de naciones participantes (cantidad de deportistas) | Lista de naciones participantes (cantidad de deportistas) |
| --- | --- | --------------------------------------------------------- |
| - Australia (AUS) (43) - Fiyi (FIJ) (481) - Guam (GUM) (148) - Islas Cook (COK) (132) - Islas Marianas del Norte (MNP) (26) - Islas Marshall (MHL) (10) - Islas Salomón (SOL) (287) - Kiribati (KIR) (86) - Micronesia (FSM) (44) - Nauru (NRU) (130) - Isla Norfolk (NFK) (13) - Niue (NIU) (22) | - Nueva Caledonia (NCL) (354) - Nueva Zelanda (NZL) (49) - Palaos (PLW) (14) - Papúa Nueva Guinea (PNG) (625) - Samoa (SAM) (405) - Samoa Americana (ASA) (91) - Tahití (TAH) (273) - Tonga (TGA) (236) - Tuvalu (TUV) (101) - Tokelau (TKL) (1) - Vanuatu (VAN) (161) - Wallis y Futuna (WLF) (64) |                                                           |

## Calendario
| A | Apertura | ● | Clasificatorias | # | Eventos finales | C | Clausura |

## Medallero
|  | País anfitrión. |

| Núm. | País               | Oro | Plata | Bronce | Total |
| ---- | ------------------ | --- | ----- | ------ | ----- |
| 1    | Papúa Nueva Guinea | 88  | 69    | 60     | 217   |
| 2    | Nueva Caledonia    | 59  | 50    | 56     | 165   |
| 3    | Tahití             | 39  | 34    | 40     | 113   |
| 4    | Fiyi               | 33  | 44    | 37     | 114   |
| 5    | Samoa              | 17  | 23    | 11     | 51    |
| 6    | Australia          | 17  | 19    | 11     | 47    |
| 7    | Nauru              | 7   | 10    | 5      | 22    |
| 8    | Islas Salomón      | 7   | 6     | 15     | 28    |
| 9    | Tonga              | 7   | 1     | 9      | 17    |
| 10   | Islas Cook         | 6   | 7     | 16     | 29    |
| 11   | Guam               | 3   | 3     | 7      | 13    |
| 12   | Kiribati           | 3   | 1     | 5      | 9     |
| 13   | Samoa Americana    | 3   | 1     | 4      | 8     |
| 14   | Micronesia         | 3   | 1     | 0      | 4     |
| 15   | Vanuatu            | 2   | 8     | 12     | 22    |
| 16   | Isla Norfolk       | 2   | 3     | 2      | 7     |
| 17   | Nueva Zelanda      | 1   | 9     | 10     | 20    |
| 18   | Wallis y Futuna    | 1   | 1     | 6      | 8     |
| 19   | Tuvalu             | 1   | 0     | 3      | 4     |
| 20   | Niue               | 0   | 1     | 1      | 2     |
| 20   | Palaos             | 0   | 1     | 1      | 2     |
| 22   | Islas Marshall     | 0   | 0     | 5      | 5     |